# Francis W. Epperson
Francis William Epperson (ur. 11 sierpnia 1894 w Willows, zm. 22 października 1983 we Fremont) – amerykański wynalazca i przedsiębiorca.

## Życiorys
Urodzony 11 sierpnia 1894 roku w Willows. W wieku 11 lat wynalazł lody wodne na patyku, po tym jak zostawił na noc na dworze owocowy napój z zanurzonym patyczkiem do mieszania. Początkowo Epperson pracował w branży nieruchomości. W 1922 roku wprowadził na rynek markę lodów na patyku, które szybko zdobyły sobie dużą popularność. Początkowo były one sprzedawane pod nazwą Epsicle, jednak pod wpływem swoich dzieci zmienił nazwę na Popsicle. Dwa lata później (1924) Epperson opatentował lody na patyku. W 1929 roku sprzedał swój patent firmie Joe Lowe Company z Nowego Jorku.
Zmarł 22 października 1983 roku we Fremont.